# Dimensa
Dimensa Tecnologia S.A. é uma empresa brasileira sediada em São Paulo, especializada no desenvolvimento de soluções tecnológicas para o setor financeiro, com ênfase em operações bancárias, crédito, gestão de riscos e seguros. Fundada em 2021, a companhia surgiu como uma joint venture entre a TOTVS, maior empresa de tecnologia do Brasil, e a B3, principal bolsa de valores da América Latina. A estrutura societária da Dimensa é composta por 62,5% de participação da TOTVS e 37,5% da B3.

## História
A Dimensa foi criada em 2021 a partir da parceria estratégica entre a TOTVS e a B3, com o objetivo de oferecer soluções tecnológicas inovadoras para o mercado financeiro brasileiro. A empresa surgiu oficialmente após o anúncio feito na noite de 12 de julho, que comunicou a criação da nova companhia a partir da Totvs Financial Services (TFS), divisão da TOTVS voltada para infraestrutura do mercado financeiro. Desde sua fundação, a Dimensa tem se destacado por sua abordagem integrada e escalável, atendendo a uma ampla gama de clientes, incluindo bancos, fintechs, seguradoras e outras instituições financeiras.
Assim como a TOTVS, a Dimensa adotou uma estratégia de crescimento por meio de aquisições, com o objetivo de ampliar seu portfólio e consolidar sua presença no mercado. Entre as empresas incorporadas estão a InovaMind, especializada em soluções antifraudes, e a Mobile2You, desenvolvedora de aplicativos financeiros. A aquisição da Vadu reforçou a atuação da companhia no segmento de crédito, enquanto a incorporação da RBM Web trouxe avanços tecnológicos para o core bancário. Em 2024, a Dimensa ampliou sua atuação ao ingressar no mercado de seguros com a compra da Quiver, seguida em 2025 pela aquisição da Agger, fortalecendo ainda mais sua oferta de soluções para o setor financeiro.